# Copa Antel
La Copa Antel, es un torneo de verano de fútbol de carácter amistoso que organiza la empresa estatal uruguaya y se disputa en el Estadio Centenario en Montevideo, Uruguay, desde el año 2011. Participan cuatro equipos, Peñarol y Nacional que disputan el clásico del fútbol uruguayo; y dos clubes invitados que han sido tanto del fútbol uruguayo como otros destacados de origen sudamericano.
En las primeras ediciones cada edición llevó el nombre de Copa Antel, mientras que desde 2015 las ediciones del torneo llevan el nombre de Copa de Verano, a pesar de contar con la organización de la empresa.

## Sistema de competición
El sistema de competición es el de eliminatorias directas a un partido. En la edición de 2011 se disputó en una sola fecha, por solo participar Nacional y Peñarol. Por su parte, la edición de 2012 se jugó en dos fechas:
- En la primera se juegan dos semifinales (el clásico y los dos invitados)
- En la segunda también se juegan dos partidos (el partido por el tercer puesto entre los dos perdedores de la fase previa y la final entre los ganadores)

La Copa Antel de 2013 contó con la particularidad que se puso en disputa el trofeo en cuatro oportunidades.

## Campeonatos
| Año               | Campeón                 | Resultado      | Subcampeón                 | Tercer puesto                            | Resultado                                | Cuarto puesto                            |
| ----------------- | ----------------------- | -------------- | -------------------------- | ---------------------------------------- | ---------------------------------------- | ---------------------------------------- |
| 2011 Detalles     | Peñarol · Uruguay       | 2:1            | Nacional · Uruguay         | —                                        | —                                        | —                                        |
| 2012 Detalles     | Olimpia Paraguay        | 2:0            | Nacional · Uruguay         | Libertad 2:2* Peñarol · Paraguay Uruguay | Libertad 2:2* Peñarol · Paraguay Uruguay | Libertad 2:2* Peñarol · Paraguay Uruguay |
| 2013-I Detalles   | Sporting Cristal · Perú | 0:0 (5-4 pen.) | Peñarol · Uruguay          | —                                        | —                                        | —                                        |
| 2013-II Detalles  | Nacional · Uruguay      | 3:2            | Guaraní Paraguay           | —                                        | —                                        | —                                        |
| 2013-III Detalles | Guaraní Paraguay        | 2:1            | Peñarol · Uruguay          | —                                        | —                                        | —                                        |
| 2013-IV Detalles  | Sporting Cristal · Perú | 2:0            | Nacional · Uruguay         | —                                        | —                                        | —                                        |
| 2014 Detalles     | Nacional · Uruguay      | 3:2            | Atlético Rafaela Argentina | Olimpia Paraguay                         | 1:0                                      | Peñarol · Uruguay                        |
| 2015 Detalles     | Nacional · Uruguay      | 3:2            | Sportivo Luqueño Paraguay  | Nacional Paraguay                        | 2:1                                      | Peñarol · Uruguay                        |
| 2016 Detalles     | Nacional · Uruguay      | 0:0 (4-3 pen.) | Palmeiras · Brasil         | Peñarol · Uruguay                        | 1:1 (5-4 pen.)                           | Libertad Paraguay                        |
| 2018 Detalles     | Peñarol · Uruguay       | 2:0            | Nacional · Uruguay         | —                                        | —                                        | —                                        |
| 2019 Detalles     | Barcelona · Ecuador     | 2:1**          | Peñarol · Uruguay          | —                                        | —                                        | —                                        |

* En la edición 2012, 2 equipos compartieron la tercera posición por no definirse por penales.

** En la edición 2019 formalmente la final fue suspendida, pero se puede considerar aquella final al amistoso de entrenamiento a puertas cerradas que jugaron al día siguiente ambos clubes.